# Rapina brigatista al Banco di Napoli a Torino
La rapina brigatista al Banco di Napoli a Torino venne commessa Il 21 ottobre 1982 da un commando delle Brigate Rosse che causò anche la morte di due guardie giurate uccise dai terroristi. L'episodio è inquadrabile fra quelli avvenuti nella fase finale di dissoluzione del gruppo terroristico.

## Storia

I corpi delle due guardie uccise, furono gli ultimi morti per terrorismo in Piemonte

La mattina del 21 ottobre 1982, un commando composto da cinque brigatisti (Clotilde Zucca, Marcello Ghiringhelli, Antonio Chiocchi, Francesco Pagani Cesa e Teresa Scinica) compì una rapina per autofinanziamento in una filiale del Banco di Napoli, in via Domodossola 21 a Torino.
Quattro rapinatori, fingendosi clienti, entrarono nella banca e, col pretesto di aprire un conto, ottennero di parlare per qualche minuto col direttore; effettuato il sopralluogo, uscirono dall'agenzia, scambiarono informazioni con il quinto che fungeva da palo esterno e disarmarono le due guardie giurate poste all'esterno, quindi rientrarono portando le guardie con sé e si fecero consegnare 7 milioni di lire.
Al termine della rapina, i brigatisti fecero inginocchiare le due guardie giurate della Mondialpol, Antonio Pedio (di 26 anni, pugliese) e Sebastiano D'Alleo (di 27 anni) e le uccisero a sangue freddo con un colpo alla nuca, apostrofandoli con “Bastardi, è una lezione per gli schiavi del padrone” in risposta alle loro implorazioni e quindi fuggirono su due automobili.
Sui loro corpi venne gettato uno striscione rosso con la scritta "Brigate Rosse la campagna Peci continua. Individuare ed annientare gli agenti della controrivoluzione infiltrata nel movimento rivoluzionario. Liquidare il progetto della dissociazione, resa e infiltrazione. Consolidare ed espandere il sistema del potere rosso. Costruire 10-100-1000 O.M.R.". Accanto ai loro corpi vennero fatti ritrovare anche alcuni volantini di rivendicazione e due copie di una risoluzione strategica di 14 pagine in cui si dichiarava come la spietata esecuzione fosse una risposta brigatista, della colonna torinese, con evidente forte impatto mediatico, al pentimento e alla collaborazione di una ex terrorista, Natalia Ligas (definita "infame infiltrata dei Carabinieri"), che avevano prodotto arresti e scoperte di covi brigatisti.
 Il 14 ottobre 1982 la Ligas, vicina alle posizioni del Partito della Guerriglia delle BR, quello diretto da Giovanni Senzani, era stata arrestata alla stazione Porta Nuova di Torino. La terminologia di "campagna Peci" faceva riferimento a Roberto Peci, rapito e ucciso dai brigatisti, come rappresaglia per le confessioni alle forze dell'ordine fatte dal suo fratello Patrizio Peci, uno dei più importanti brigatisti pentiti.
Il 24 ottobre, con una telefonata ai giornali torinesi Tuttosport e Gazzetta del popolo, venne indicato un cestino dei rifiuti contenenti dei ciclostili con contenuto simile a quelli lasciati nella banca dopo la rapina. L'11 novembre, agli uffici milanesi de L'Espresso pervenne un volantino che escludeva ogni atto di delazione da parte della Ligas e attribuiva la rapina ai servizi segreti e metteva in discussione la legge sui pentiti mentre il 12 novembre arrivava alla sede milanese de La Repubblica un volantino in cui veniva condannata "l'efferata strage compiuta da sedicenti appartenenti alle OCC (Organizzazioni Comuniste Combattenti)" e, indicando in Chiocchi e compagni le responsabilità del fatto di sangue, concludeva che costoro dovevano essere indagati internamente all'organizzazione e "se riconosciuti colpevoli verranno condannati a morte per tradimento e deviazionismo".
Questo episodio, al di là della veridicità degli addebiti alla Ligas (che ha sempre smentito in ogni possibile occasione il proprio ruolo in quella catena di interventi delle forze dell'ordine, e che un'"inchiesta interna" brigatista in carcere ha subito riconosciuto come non responsabile), si inscrive quindi in una resa dei conti tra frazioni del movimento terrorista e costituì anche un punto di svolta della teoria e della pratica brigatiste, sintetizzato in un documento elaborato nel carcere di Palmi e pubblicato nel gennaio del 1983. In esso si dichiarava concluso il processo rivoluzionario cominciato nel 1970, ma non superata la necessità del ricorso alla lotta armata.
Gli autori della rapina vennero catturati nella notte del 12 novembre 1982 a Frabosa Soprana, in un'abitazione sita in via Cantone 15 ed a Torino, in un appartamento ubicato al secondo piano di via Goffredo Casalis 15, nel quartiere di Cit Turin..

## Processo
I cinque brigatisti vennero condannati all'ergastolo il 16 ottobre 1984 dalla terza Corte d'Assise di Torino; alla stessa pena venne condannata anche Flavia Nicolotti, che non partecipò alla rapina, ma venne ritenuta colpevole e come consenziente e partecipante alla pianificazione dell'azione. La Nicolotti, l'anno seguente, verrà assolta per insufficienza di prove dalla Corte d'Appello.
Nel marzo 2008 Clotilde Zucca ottenne la libertà vigilata, suscitando forti polemiche da parte dei colleghi delle vittime e dei loro familiari.
Nel 1997 Teresa Scinica partecipa come intervistata al documentario Donne e uomini delle Brigate Rosse, e rimarrà uccisa nel 2015 dalla propria auto in un incidente per cui la procura di Avezzano aprirà un'inchiesta.

## Memoria
In data 31 gennaio 2019 è stata scoperta con cerimonia pubblica una targa, a cura del Comune di Torino e dell'AIVITER (Associazione Italiana Vittime del Terrorismo), in memoria delle due guardie giurate sul muro del palazzo dove avvenne la brutale esecuzione omicida.

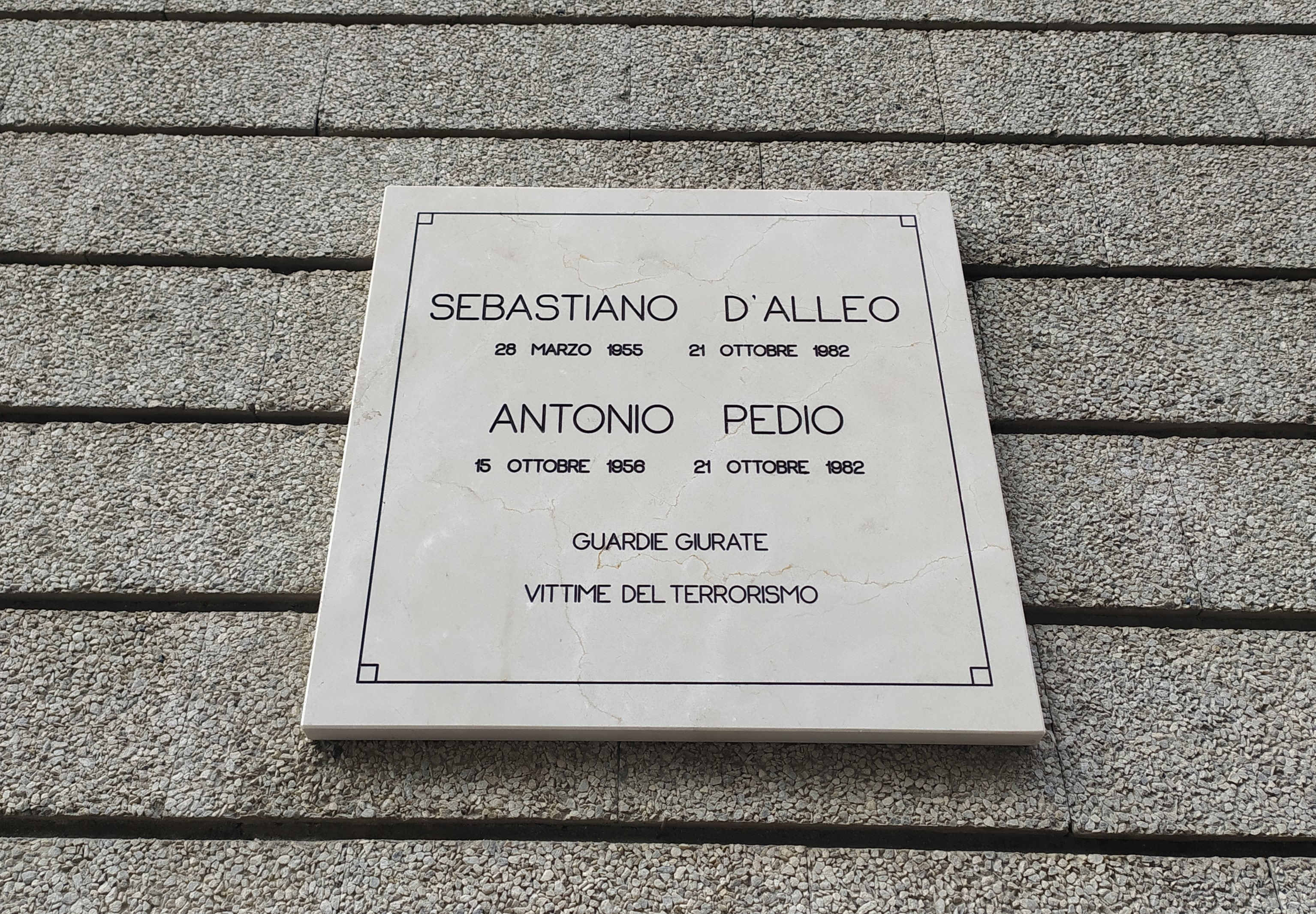
Targa commemorativa in Via Domodossola